# Sauherad
Sauherad est une ancienne commune de Norvège, située dans le comté (fylke) du Telemark, rattachée maintenant à Midt-Telemark. Elle borde les communes de Nome au sud-ouest, Bø à l'ouest, Notodden au nord, Kongsberg à l'est et Skien au sud-est.

## Démographie
Sauherad comptait 4 277 habitants au 1er janvier 2007.

## Géographie
Vinje s'étend sur 316 km2[à vérifier]. Son point culminant est le Vardefjell (815 m).

## Administration
Le maire de Sauherad est Monsieur Hans Sundsvalen (Arbeiderpartiet - Parti travailliste)[à vérifier].